# Christian Jacob
Pour les articles homonymes, voir Christian Jacob (homonymie) et Jacob (homonymie).
 (septembre 2023).
Si vous disposez d'ouvrages ou d'articles de référence ou si vous connaissez des sites web de qualité traitant du thème abordé ici, merci de compléter l'article en donnant les références utiles à sa vérifiabilité et en les liant à la section « Notes et références ».
Christian Jacob, né le 4 décembre 1959 à Rozay-en-Brie (Seine-et-Marne), est un homme politique français.
Exploitant agricole de profession, il exerce de nombreuses responsabilités dans le syndicalisme agricole.
Il commence sa carrière politique en étant élu député européen, député de Seine-et-Marne et maire de Provins. Il est ensuite ministre délégué à la Famille puis aux PME dans les gouvernements Jean-Pierre Raffarin (2002-2005) et ministre de la Fonction publique dans le gouvernement Dominique de Villepin (2005-2007).
De 2010 à 2019, il préside le groupe UMP puis LR à l'Assemblée nationale. Il est président des Républicains de 2019 à 2022.

## Biographie

### Famille
Fils unique, il est père de deux enfants.

### Carrière professionnelle
Titulaire d'un brevet d’études professionnelles agricoles, Christian Jacob s'installe comme exploitant agricole. Engagé dans le syndicalisme, il est président du Centre régional des jeunes agriculteurs du Nord, de 1987 à 1990, puis président du CNJA de 1992 à 1994. Il est également membre du Conseil économique et social en 1992, puis, de 1994 à 1996, président de la commission de l'agriculture et du développement rural.

### Parcours politique

#### Député européen
Il est élu député européen en 1994 (il démissionnera en 1997). Parallèlement, il est membre de la commission exécutive du RPR (de 1995 à 1997) et élu député de la 4e circonscription de Seine-et-Marne en 1995. Il est réélu en 1997, 2002, 2007 et 2012. Il s'oppose au Pacte civil de solidarité (PACS) en 1999.
Proche de Jacques Chirac, il est au sein du RPR tout d'abord délégué général du RPR chargé de l'Agriculture (1998-1999), ainsi que président de la Fédération RPR de Seine-et-Marne (1998-2002), puis secrétaire national à l'agriculture. Il reste membre du bureau politique du RPR jusqu'en 2002.

#### Portefeuilles ministériels
En 2001, il est élu maire de Provins, mais démissionne l'année suivante (2002) en raison de sa nomination au gouvernement Jean-Pierre Raffarin II. De 2002 à 2006, il reste le premier-adjoint au maire. En 2006, il retrouve son siège de maire de Provins.
C'est en 2002 que sa carrière ministérielle débute. Il est d'abord nommé ministre délégué chargé de la Famille du gouvernement Jean-Pierre Raffarin II jusqu'en 2004. En 2004, il est reconduit dans le gouvernement Jean-Pierre Raffarin III au poste de ministre délégué chargé des PME, du Commerce, de l’Artisanat, des Professions libérales et de la Consommation, qui deviendra un ministère à part entière en novembre 2004. En 2005, dans le Gouvernement Dominique de Villepin, il obtient le ministère de la Fonction publique.

#### Président du groupe LR à l'Assemblée

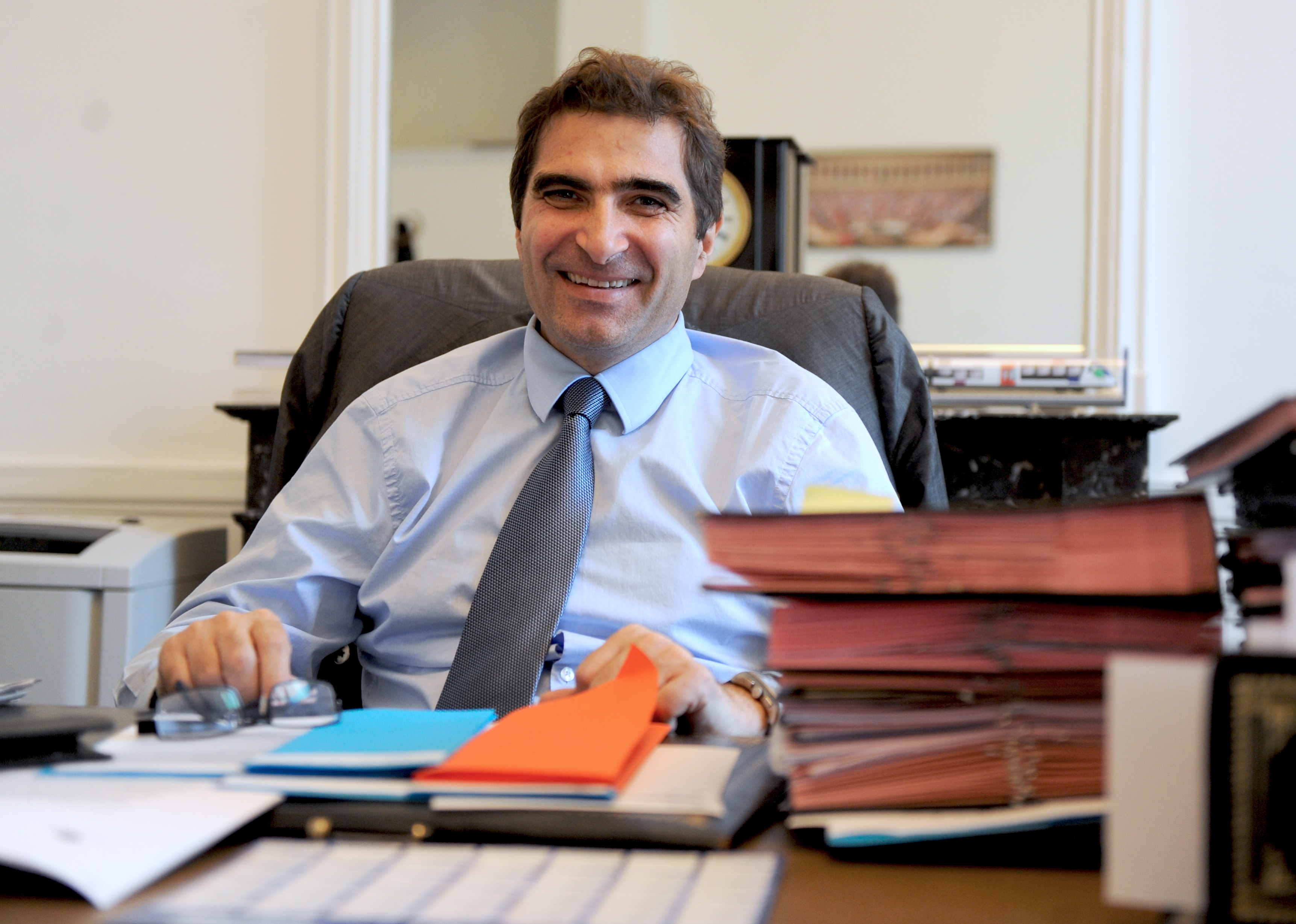
Christian Jacob, le 13 avril 2011 à Paris.

Le 17 novembre 2010, Jean-François Copé démissionne de son poste de président du groupe UMP à l'Assemblée nationale pour devenir secrétaire général du parti. Le 23 novembre 2010, Christian Jacob lui succède à l'Assemblée nationale en battant au second tour Jean Leonetti, qui lui aussi briguait le poste, avec 182 voix contre 109,. Le 20 juin 2012, il est réélu au poste de président du groupe UMP au premier tour avec 117 voix, devant Xavier Bertrand (63 voix) et Hervé Gaymard (17 voix).
Christian Jacob soutient Jean-François Copé lors du congrès de l'UMP de 2012.

#### Campagne présidentielle de 2017
Il apporte son soutien à Nicolas Sarkozy en vue de la primaire présidentielle des Républicains de 2016. Le 29 août, il est nommé président de son comité de soutien. En mars 2017, alors que l'affaire Fillon a conduit plusieurs personnalités à quitter l'équipe du candidat à la présidence de la République François Fillon, son équipe de campagne est remaniée. Christian Jacob est nommé coordinateur de campagne, en tandem avec Bruno Retailleau. Ses rapports avec l'ancien premier ministre étaient jusqu'alors difficiles, celui-ci l'ayant même qualifié de « Rantanplan ». À la suite de la publication du livre-enquête Bienvenue place Beauvau, ayant pour sujet une possible utilisation de la machine policière à des fins politiques pendant le quinquennat Hollande, il porte à la connaissance du Parquet national financier et au procureur de la République une douzaine de faits délictueux,.

#### Président des Républicains

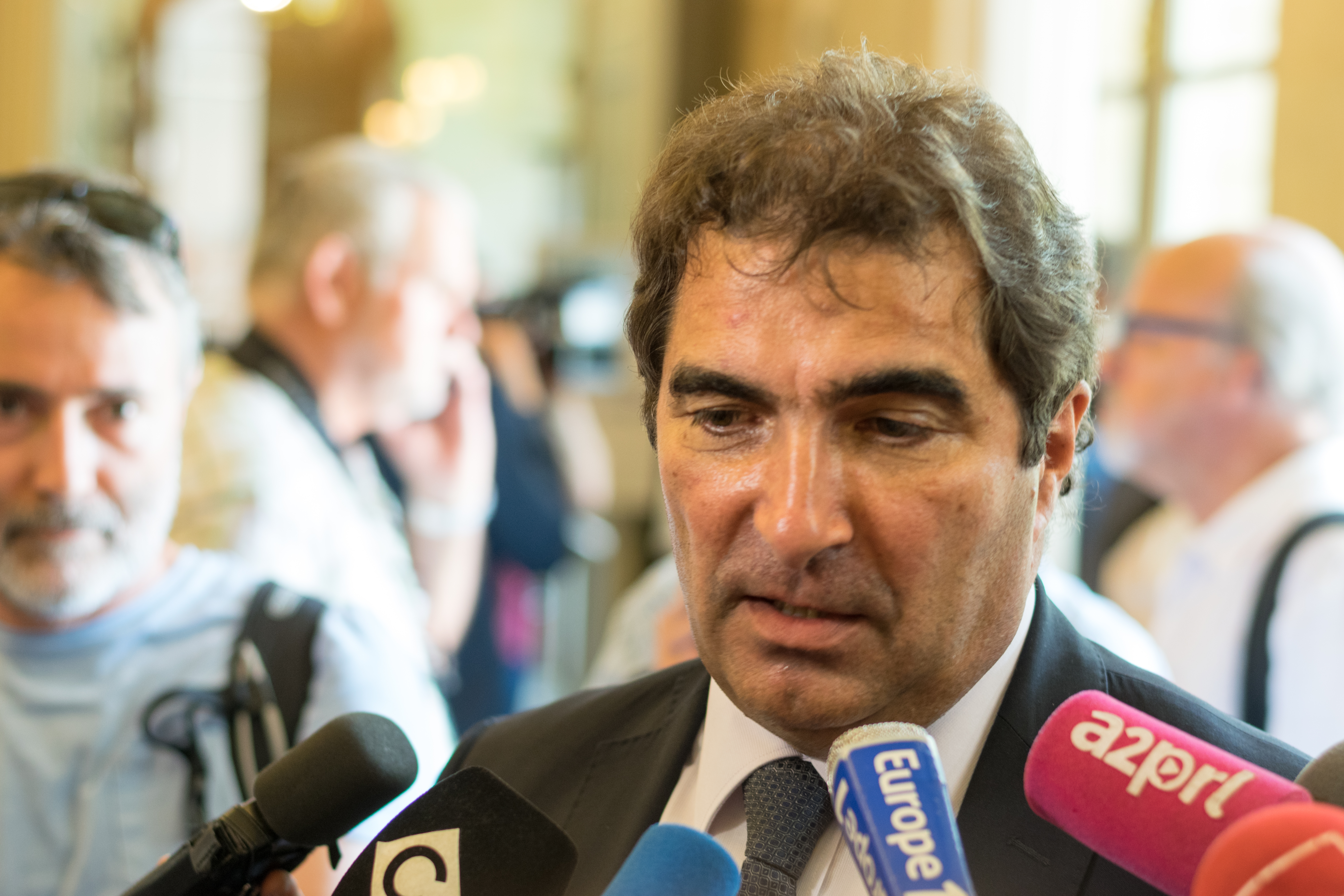
Christian Jacob en 2017.

Candidat à sa réélection dans la quatrième circonscription de Seine-et-Marne, il est réélu à l'issue du second tour, avec 61,8 %, face au candidat de la majorité présidentielle. Le 21 juin, il est réélu à la présidence du groupe LR à l'Assemblée face à Damien Abad. En raison de la nouvelle réglementation sur le cumul des mandats, il démissionne de son mandat de maire de Provins ; Olivier Lavenka lui succède le 10 juillet 2017. Contexte relève que malgré l’affaiblissement de son groupe, il « reste toutefois incontournable quand il est nécessaire d’obtenir un consensus. Il conserve de ce fait un droit de veto sur nombre de décisions concernant la gestion de l’Assemblée, comme les évolutions du statut et de la situation matérielle des députés ».
Il parraine Laurent Wauquiez pour le congrès des Républicains de 2017.
Deux ans plus tard, après la démission de Laurent Wauquiez et dans un contexte de chute électorale du parti, il est présenté comme un candidat de consensus en vue du congrès d'octobre,. Il se déclare candidat le 21 juin 2019. Il est élu dès le premier tour, avec 62,6 % des suffrages exprimés et 47,4 % de participation.
Quelques semaines après son élection, L'Opinion estime que le parti prend ses distances avec les orientations de Laurent Wauquiez, « sur le fond, comme sur la forme ». Selon Libération, l'aile droite du parti « le soupçonne de travailler au recentrage du parti et à la désignation du trop tiède François Baroin comme candidat à l’Élysée pour 2022. Voire à un futur ralliement au macronisme ».
Impliqué dans la campagne pour les élections municipales de 2020, il s'oppose à un report du premier tour de ce scrutin en raison de l'épidémie de Covid-19, affirmant que « si c’était le cas, c’est un coup d’État, c’est un coup de force institutionnel, c’est l’utilisation de la crise sanitaire pour éviter une débâcle électorale ». Le 15 mars 2020, Christian Jacob est diagnostiqué positif à la Covid-19[pertinence contestée].
En avril 2021, il exprime son souhait que François Baroin soit le candidat LR à l'élection présidentielle de 2022, alors que celui-ci a fait savoir qu’il n’était pas candidat,. Après une primaire fermée, c'est finalement Valérie Pécresse qui représente Les Républicains lors du scrutin. Elle échoue au premier tour, le 10 avril, en obtenant moins de 5% des suffrages exprimés.
Christian Jacob annonce en mai 2022 qu'il ne sera pas candidat à sa succession lors des élections législatives de juin 2022. Après le résultat des législatives, et alors qu’une crise institutionnelle touche le pays, il déclare que Les Républicains refuseront tout « pacte de gouvernement » ou toute « alliance » avec la coalition présidentielle d’Emmanuel Macron.
Il quitte la présidence du parti le 30 juin 2022. Annie Genevard, vice-présidente déléguée devient alors présidente du parti. Il laisse un bilan en demi-teinte ; s'il est parvenu à apaiser les tensions internes, les résultats électoraux du parti n'ont cessé de baisser. Les Républicains ont obtenu moins de 5 % des voix à l'élection présidentielle de 2022 et perdu la moitié de leurs députés aux élections législatives de la même année.
Il soutient Éric Ciotti pour le second tour du congrès des Républicains de 2022.

### Ligne politique

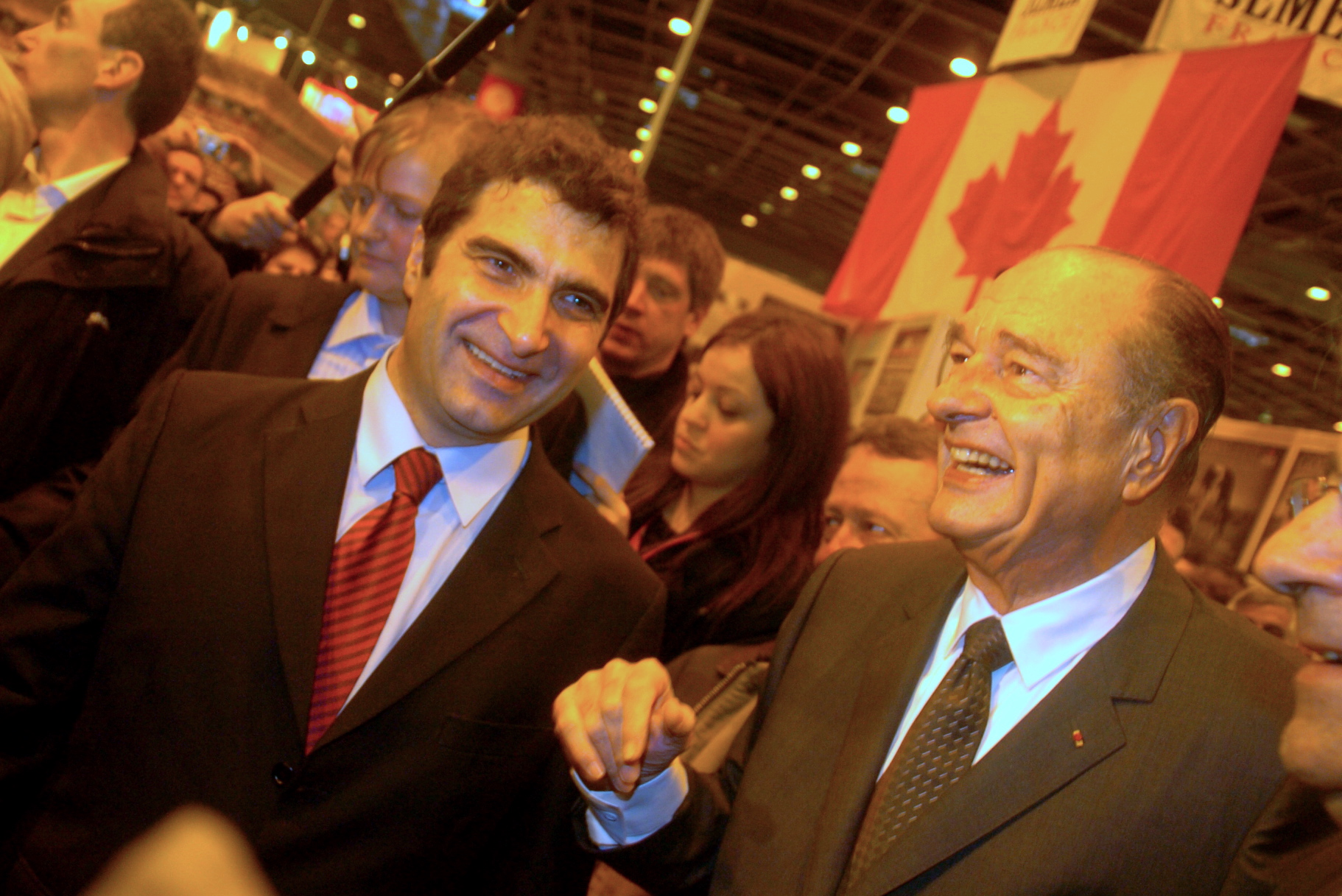
Christian Jacob et Jacques Chirac, le 26 février 2008 au Salon International de l'Agriculture de Paris.

Christian Jacob préfère se définir comme chiraquien plutôt que comme gaulliste. Il lui est arrivé de se déclarer bonapartiste.
Il est conservateur sur les questions sociétales, en particulier concernant les droits des homosexuels. En 2002, alors ministre délégué à la Famille, il combat le Pacte civil de solidarité (Pacs) et lâche : « On ne va pas se laisser emmener sur trois trucs d’intellos gauchos. La nouvelle famille, c’est pas d’être né d’une partouze, comme j’ai entendu à la télé. ». Il est en 2013 l'un des opposants les plus virulents, dans l’Hémicycle, à la loi sur le mariage pour tous.
Il est réputé pour sa loyauté envers sa famille politique et qualifie de « traîtres » les élus LR ralliés à Emmanuel Macron après l'élection présidentielle de 2017. Il rejette également tout rapprochement avec le Front national, soulignant que « l’héritage historique et la ligne politique des “Républicains” refusent toute compromission avec la famille Le Pen, leurs représentants et les partis extrémistes ».

## Détail des mandats et fonctions

### Au gouvernement
- Ministre délégué à la Famille, auprès du ministre de la Santé, de la Famille et des Personnes handicapées du deuxième gouvernement de Jean-Pierre Raffarin, du 17 juin 2002 au 30 mars 2004
- Ministre délégué aux PME, à l'Artisanat, aux Professions libérales et à la Consommation du troisième gouvernement de Jean-Pierre Raffarin, du 31 mars au 28 novembre 2004
- Ministre des PME, du Commerce, de l’Artisanat, aux Professions libérales et de la Consommation du troisième gouvernement de Jean-Pierre Raffarin, du 29 novembre 2004 au 31 mai 2005
- Ministre de la Fonction publique du gouvernement Dominique de Villepin du 2 juin 2005 au 15 mai 2007

### À l'Assemblée nationale
- Député de la quatrième circonscription de Seine-et-Marne, de 1995 à 2002 et de 2007 à 2022[30].
- Président du groupe UMP puis du groupe Les Républicains, de 2010 à 2019.

### Au Parlement européen
- Député européen pour la France, de 1994 à 1997

### Au niveau local
- Membre du conseil municipal de Vaudoy-en-Brie, de 1995 à 2001
- Maire de Provins, de 2001 à 2002 et de 2006 à 2017
- Président de la communauté de communes du Provinois, de 2004 à 2017

### Fonctions politiques
- Membre de la commission exécutive du RPR (1995-1997)
- Délégué général du RPR, chargé de l'agriculture (1998-1999)
- Président de la fédération RPR puis UMP de Seine-et-Marne (1998-2002)
- Secrétaire national à l'agriculture au RPR (1999-2002) ; membre du bureau politique du RPR (jusqu'en 2002)
- Président des Républicains (2019-2022)

## Ouvrages
- La Clé des champs, Odile Jacob, 1994
- Le Pari du bon sens : un paysan en politique, L'Atelier De L'archer, Presses universitaires de France, 1999
- Le Bon Sens en politique, Eyrolles, 2011